# Eloy Tato Losada
Eloy Tato Losada IEME (* 6. September 1923 in Villadequinta, Galicien; † 18. Januar 2022 in O Barco de Valdeorras, Provinz Ourense) war ein spanischer Ordensgeistlicher und römisch-katholischer Bischof von Magangué in Kolumbien.

## Leben
Eloy Tato Losada empfing nach seinem Studium im Seminar in Astorga am 15. Juni 1946 in der Kathedrale Santa María in Astorga die Priesterweihe. Er war Pfarrer von Valdeorras und gleichzeitig in den Pfarreien Meda, Prada, Riomao, Curixido und Vilaboa, die alle zur Gemeinde A Veiga do Bolo in Ourense gehören, tätig. Am 8. Oktober 1952 trat er der Ordensgemeinschaft Instituto Español de San Francisco Javier para Misiones Extranjeras (IEME) in Burgos bei und legte 1953 die ewigen Gelübde ab.
Er wurde nach Kolumbien versetzt und war Professor am Großen Seminar des Apostolischen Vikariats San Jorge. 1954 wurde er zum Pfarrer von Juan José im Vikariat San Jorge ernannt, einem Ort, der von Terroranschlägen der Guerilla heimgesucht wurde. Im folgenden Jahr erkrankte er an Malaria, weshalb er in das Große Seminar des Apostolischen Vikariats San Benito Abad versetzt wurde. Auch hier war er Rektor und Professor für Theologie am Priesterseminar und Pfarrer von San Benito Abad. 1959 wurde er zum Apostolischen Provikar von San Jorge ernannt, als Nachfolger von José Lecuona Labandíbar, der zum Generaloberen der IEME ernannt wurde.
Papst Johannes XXIII. ernannte ihn am 3. Mai 1960 zum Titularbischof von Cardicium und zum Apostolischen Vikar von San Jorge. Die Bischofsweihe spendete ihm der Apostolische Nuntius in Spanien, Erzbischof Ildebrando Antoniutti, am 25. Juli desselben Jahres; Mitkonsekratoren waren José Castelltort Subeyre, Bischof von Astorga, und José Lecuona Labandibar IEME, Generalsuperior des Instituto Español de San Francisco Javier para Misiones Extranjeras (IEME). Als bischöflichen Wahlspruch wählte er „Charitas, gaudium, pax“.
Zwischen 1962 und 1965 war er als Konzilsvater Teilnehmer an allen Sitzungsperioden des Zweiten Vatikanischen Konzils.
Papst Paul VI. gründete mit der Bulle Recta sapiensque das Bistum Magangué und ernannte Eloy Tato Losada am 25. April 1969 zum ersten Bischof von Magangué. Am 31. Mai 1994 nahm Papst Johannes Paul II. sein Rücktrittsgesuch aus gesundheitlichen Gründen an.  Seit dem Tod von Bernardino Piñera Carvallo am 21. Juni 2020 war er der nach Weihedatum dienstälteste lebende katholische Bischof.